# Samogłoska przymknięta tylna zaokrąglona
Samogłoska przymknięta tylna zaokrąglona – typ samogłoski spotykany w językach naturalnych. Symbol, który przedstawia ten dźwięk w Międzynarodowym Alfabecie Fonetycznym, to u (zwykła litera u).

## W praktyce
[u] to wymowa polskiego u.

## Języki, w których występuje ten dźwięk
Samogłoska przymknięta tylna zaokrąglona występuje w językach:
| Język        | Język                  | Słowo | MAF      | Tłumaczenie   | Uwagi                                                                                           |
| ------------ | ---------------------- | ----- | -------- | ------------- | ----------------------------------------------------------------------------------------------- |
| angielski    | Received Pronunciation | boot  | [buːt]   | „rodzaj buta” | Wymowa konserwatywna; niekonserwatywni użytkownicy wymawiają tę samogłoskę jako centralną [ʉː]. |
| czeski       | czeski                 | zvuk  | [zvuk]   | „dźwięk”      |                                                                                                 |
| japoński     | japoński               | 空気  | [kuːki]ⓘ | „powietrze”   | Samogłoska skompresowana, artykulacyjnie i akustycznie pośrednia między [u] a [ɯ].              |
| kantoński    | kantoński              | 菇    | [kuː˥]   | „grzyb”       |                                                                                                 |
| maryjski     | maryjski               | кугу  | [kuɡu]   | „duży”        |                                                                                                 |
| niderlandzki | niderlandzki           | moet  | [mut]    | „muszę”       |                                                                                                 |
| niemiecki    | niemiecki              | Fuß   | [fuːs]   | „stopa”       |                                                                                                 |
| polski       | polski                 | lud   | [lut]    | „lud”         |                                                                                                 |